# ペトルーシカ
ペトルーシカ（ロシア語: Петрушка, 英語: Petrushka）は、ロシアの民間の人形劇「ラヨーク」のストックキャラクターの一つ。遅くとも17世紀には知られていた。ペトルーシカにはマリオネットやパペットが用いられ、ペトルーシカの役柄は、赤い衣装や赤いとんがり帽子のコルパックを身にまとい、しばしば長い鼻をした、一種の道化師として演じられる。しかしながら、ピエロといったストックキャラクターとは少しも（あるいは全く）共通点が無く、性格においてはむしろロシア版のパンチやプルチネッラというべきである。
ペトルーシカの名は、ロシア人の男性名ピョートル（ロシア語: Пётр）に由来している（手に握って振った時の動きが似ていることから、ロシア語でペトルーシカと言えばハーブの一種も指している）。元来ペトルーシカは、成人の観客を狙った典型的なドタバタ劇の登場人物であった。人形劇として次第に子供向けの娯楽として広まるようになり、ペトルーシカはさほど卑猥でも刺戟的でもなくなった。